# Derek Raivio
Derek Raivio (Vancouver, 9 november 1984) is een Amerikaans voormalig basketballer.

## Carrière
Ravio speelde collegebasketbal voor de Gonzaga Bulldogs van 2003 tot 2007. In 2007 werd hij niet gekozen in de NBA draft, maar hij speelde wel voor de Atlanta Hawks in de NBA Summer League. Hij werd wel gekozen in de CBA Draft als 37e door de Great Falls Explorers, maar tekende nooit bij hen. Hij tekende daarna bij de Duitse eersteklasser Köln 99ers, waar hij een seizoen speelde. Na dat seizoen tekende hij bij tegenstander TBB Trier waar hij twee seizoenen speelde. In 2010 werd hij wel gekozen in de NBA Development League draft als 50e door de Erie BayHawks. Hij speelde tot in februari 2011 voor hen en werd toen geruild naar de Fort Wayne Mad Ants, in een ruil waarbij ook de Austin Toros en Jermaine Beal waren betrokken.
Hij tekende voor het seizoen 2011/12 bij het Japanse Shinshu Brave Warriors, waar hij een seizoen speelde. Van 2012 tot 2014 speelde hij twee seizoenen voor Okapi Aalstar in de Belgische competitie. In 2014 tekende hij bij de Tsjechische eersteklasser ČEZ Nymburk, waar hij een seizoen speelde en landskampioen werd. Voor het seizoen 2015/16 tekende hij in de Franse competitie bij SLUC Nancy. Hij eindigde zijn carrière na een laatste seizoen bij SL Benfica in de Portugese competitie en werd met hen landskampioen.

## Erelijst
- Ster van de coaches: 2013
- Tsjechisch landskampioen: 2015
- Portugees landskampioen: 2017